# 氰化铍
氰化铍是一种无机化合物，化学式为Be(CN)2，它是一种有毒的白色固体，在水中水解。它最初于1963年通过二甲基铍和氰化氢在苯中的反应制得：
(CH3)2Be + 2 HCN → Be(CN)2 + 2 CH4
现在更安全的制备方法是利用三甲基氰硅烷和氯化铍在二丁醚中的反应。若在液氨中反应，可以得到氨合物Be(NH3)4(CN)2。
它和吡啶（py）反应，生成Be(CN)2(py)2。